# Верхние Велеми
Верхние Велеми — деревня в Серпуховском районе Московской области. Входит в состав Васильевского сельского поселения (до 29 ноября 2006 года входила в состав Васильевского сельского округа).
Здесь в 1816 году родился Диомид Хутарев и его сын Дмитрий Хутарев в 1857 году.

## Население
| 2002 | 2006 | 2010 |
| ---- | ---- | ---- |
| 4    | ↗15  | ↗24  |

## География
Верхние Велеми расположены примерно в 19 км (по шоссе) на север от Серпухова, на безымянном левом притоке реки Нары, высота центра деревни над уровнем моря — 168 м. На 2016 год в деревне зарегистрировано 4 садовых товарищества.